# Dolomedes
Dolomedes (Latreille, 1804) è un genere di ragni appartenente alla famiglia Pisauridae.

## Distribuzione e habitat
Il genere ha distribuzione cosmopolita e la maggior diversità è nel sud-est asiatico. Molte specie sono legate all'acqua ed hanno abitudini anfibie.